# Zeitgeist (Album)
Zeitgeist ist das siebte Musikalbum der Smashing Pumpkins, das erste nach deren Wiedervereinigung. Es wurde allein von Jimmy Chamberlin am Schlagzeug und Billy Corgan (alles Weitere) eingespielt. Zum ersten Mal tritt Jimmy Chamberlin neben Billy Corgan auch als Produzent auf.

## Entstehung
Nachdem Billy Corgan am 21. Juni 2005 in der Chicago Tribune seinen Wunsch nach einer Erneuerung der Smashing Pumpkins ausgedrückt hatte, ließ sich schon bald auch von Jimmy Chamberlin vernehmen, dass dieser partizipieren würde. Von den anderen Pumpkin-Mitgliedern äußerte sich lange Zeit niemand öffentlich zu diesem Thema. Tatsächlich blieb es auch bei dieser Zwei-Mann-Besetzung für das neue Album der Smashing Pumpkins. Am 20. April 2006 wurde auf der offiziellen Webseite der Band verkündet, dass die Aufnahmen zur neuen Platte begonnen hätten. Als Produzent wurde wenig später Roy Thomas Baker verkündet.

## Versionen
Es wurden verschiedene Versionen des Albums veröffentlicht, die sich insbesondere in der Farbe des Covers (New Yorker Freiheitsstatue, die in den Fluten versinkt) widerspiegelt. Es existiert auch eine Version mit einem 76-seitigen Buch sowie verschiedene Editionen mit „exklusivem“ Bonustrack. So erscheint beispielsweise beim Online-Versandhändler Amazon.de eine Fassung des Albums, die neben den 12 Standard-Tracks zusätzlich Death From Above als weiteren Titel enthält. In den USA ist bei der Kette Best Buy auch eine Reissue-Version mit Bonus-DVD veröffentlicht worden.

## Kritiken
Insbesondere die Veröffentlichungspolitik mit den vielen Covern und dem exklusiven Material sorgten für einige Verstimmungen. Auch das Album selber wurde sehr unterschiedlich bewertet, so vergab All Music beispielsweise nur 2 von 5 Sternen, das Rolling Stone Magazine und auch die Redaktion von laut.de gaben dagegen 4 von 5 Punkten. In den Charts gelang dem Album ein hoher Einstand, jedoch versank es recht schnell wieder.

## Besetzung
- Jimmy Chamberlin – Schlagzeug
- Billy Corgan – alles andere, u. a. Gesang / Gitarre

## Titelliste
Album
1. Doomsday Clock – 3:44
2. 7 Shades of Black – 3:17
3. Bleeding the Orchid – 4:03
4. That’s the Way (My Love Is) – 3:48
5. Tarantula – 3:51
6. Starz – 3:43
7. United States – 9:52
8. Neverlost – 4:20
9. Bring the Light – 3:40
10. (Come On) Let’s Go! – 3:19
11. For God and Country – 4:24
12. Pomp and Circumstances – 4:20

Bonustitel
- Death from Above – 4:06
- Zeitgeist – 2:45
- Stellar – 6:22
- Ma Belle – 4:08

(Jeweils ein Lied war auf den jeweiligen Editionen als Bonustitel enthalten)

## Auskopplungen
Als Singles wurden Tarantula, Doomsday Clock (nur per Download) und That’s the Way (My Love Is) ausgekoppelt.
Doomsday Clock erscheint auch auf dem Soundtrack zum Film Transformers von Michael Bay.

## Kommerzieller Erfolg

### Chartplatzierungen
| ChartsChartplatzierungen       | Höchstplatzierung | Wochen |
| ------------------------------ | ----------------- | ------ |
| Deutschland (GfK)              | 7 (8 Wo.)         | 8      |
| Österreich (Ö3)                | 8 (9 Wo.)         | 9      |
| Schweiz (IFPI)                 | 5 (10 Wo.)        | 10     |
| Vereinigte Staaten (Billboard) | 2 (14 Wo.)        | 14     |
| Vereinigtes Königreich (OCC)   | 4 (4 Wo.)         | 4      |

| ChartsJahrescharts (2007)      | Platzierung |
| ------------------------------ | ----------- |
| Vereinigte Staaten (Billboard) | 165         |

### Auszeichnungen für Musikverkäufe
| Land/Region               | Auszeichnungen für Musikverkäufe (Land/Region, Auszeichnung, Verkäufe) | Verkäufe |
| ------------------------- | ---------------------------------------------------------------------- | -------- |
| Neuseeland (RMNZ)         | Gold                                                                   | 7.500    |
| Vereinigte Staaten (RIAA) | Gold                                                                   | 500.000  |
| Insgesamt                 | 2× Gold ·                                                              | 507.500  |